# Pandokrator
Pandokrator (gr. Παντοκράτωρ, Pantokrátor) – góra w Grecji. Najwyższa góra na wyspie Korfu. Jej wysokość to 906 m n.p.m. Na szczycie góry, na który prowadzi droga 25 serpentyn, znajduje się klasztor Chrystusa Pantokratora.